# Лазавик
Лазавик (бело. Лазавік) је створење из Белоруске митологије.

## Опис
Лазавик је добронамерано створење из Белоруске митологије које живи у виновој лози. У Белоруским народним причама Лазавик је описан као мало створење с једним оком, великом брадом и веома дугачким бичем у руци. Белоруси су причали пре да када Лазавик хода по мочварном тлу, његово око сија као неко светло.

## Начин живота
Лазавик не жели да га људи виде, па костантно покушава да се сакрије у његовој кући. Лазавикова кућа је мала и нема врата ни прозоре. У ствари, Лазавик је чувар Белоруских мочвара. Верује се да Лазавик умре ако се нека његова мочвара осуши. Са његовим бичем, Лазавик тера мале, штетне и гласне Лознике из винових лоза.